# Riddim Driven: Slow Down The Pace
Riddim Driven: Slow Down the Pace jest dziewiątą składanką z serii Riddim Driven, która została wydana w czerwcu 2001 na CD i LP. Album zawiera sześć piosenek nagranych na riddimie "Tune In" z piosenki Gregory'ego Isaacs'a i sześć na "Breaking Up" Altona Ellisa.

## Lista
1. "Tune In" - Gregory Isaacs, Louie Culture
2. "Arms of a Woman" - Bushman
3. "Nah Move Right" - Buju Banton
4. "Tell Me Why" - George Nooks
5. "Is This The Way" - Lukie D
6. "Darling You" - Neisha K
7. "I Stand Alone" - Glen Washington
8. "Aggressor" - Capleton
9. "Penny Wise Pound Foolish" - George Nooks
10. "Sleep Last Night" - Junior Kelly
11. "Only Through Jah" - LMS
12. "I Love You" - Bud
13. "Diana" - Richie Stephens
14. "Jah Will Make a Way" - Mountain Lion
15. "Keep Your Joy" - Jah Mason